# 온도정
온도정(音戸町)은 히로시마현 아키군에 있던 정으로, 구레시 남쪽 세토내해에 떠 있는 구라하시섬의 북쪽 약 3분의 1을 차지하고 있었다. 2005년 3월 20일 아키군·구라하시정·가마가리정, 도요타군 야스우라정·도요하마정·유타카정과 함께 구레시에 편입되어 소멸하였다.

## 역사
- 1889년 4월 1일 - 시정촌제 시행으로 온도촌, 세토시마촌, 도노코시마촌이 성립하였다.
- 1906년 1월 1일 - 세토시마촌이 개칭과 동시에 정으로 승격해 온도정이 성립하였다.
- 1932년 4월 1일 - 온도정, 도노코시마촌이 대등합병해 온도정이 성립하였다.
- 2005년 3월 20일 - 아키군 가마가리정·구라하시정, 도요타군 야스우라정·도요하마정·유타카정과 함께 구레시에 편입합병되어 소멸하였다.

## 교통

### 도로
- 국도 제487호선 (일본)(일본어판)